# MORIAGARO
『MORIAGARO』は、AIの10枚目のスタジオ・アルバム。2013年7月17日にEMI Records Japanよりリリースされた。

## 概要
前作より1年ヶ5月ぶりとなるアルバム。
2013年11月20日にに新録音源5曲と22曲収録のミックスCDを加えた特別盤「MOTTO MORIAGARO」がリリースされた。

### 仕様
「通常盤」「初回限定盤」の2形態で発売。初回限定盤には全国ツアー『AI「MORIAGARO」TOUR』の先行予約券、抽選でAIのステージやバックステージに招待される応募券が付く。

## チャート成績
2013年7月29日付のオリコン週間ランキングは週間5位にランクインした。

## 収録曲
1. MORIAGARO feat.ジェレマイ
2. Don’t Turn Me Off
3. VOICE
4. HANABI
5. My Baby feat.ロイド
6. ママへ
7. sogood
8. GOTTA GET MINE feat.ブリジット・ケリー
9. After The Storm feat.シェネル
10. FOR YOU-Piano Version
11. MY PLACE
12. TOP OF THE WORLD